# Pınarlık, Tavas
Pınarlık là một xã thuộc huyện Tavas, tỉnh Denizli, Thổ Nhĩ Kỳ. Dân số thời điểm năm 2010 là 386 người.